# ТКБ-0145К
ТКБ-0145К — советская/российская самозарядная снайперская винтовка под патрон повышенной мощности калибра 6 мм (6 × 49 мм). Разработана конструктором Тульского ЦКИБ СОО А. Б. Адовым в 90-х годах для противоснайперской борьбы и уничтожения одиночных целей (в том числе — защищённых средствами индивидуальной бронезащиты) на больших дистанциях. По некоторым данным проходила испытания в боевой обстановке на Северном Кавказе в 2001 году и заслужила положительные отзывы со стороны личного состава федеральных войск.

## Конструкция
Данное оружие скомпоновано по схеме «булл-пап». Принцип работы автоматики — отвод пороховых газов (газовый регулятор отсутствует). К конструктивным особенностям, снижающим рассеивание пуль, относятся: жесткое запирание канала ствола и отбор пороховых газов от дульного среза ствола, то есть — тогда, когда пуля уже покинула ствол. Прицельные приспособления — оптическими прицелы ПОСП 8x42 или ПСО-1. Питание осуществляется из отъёмных коробчатых магазинов ёмкостью 10 патронов.